# Farsleben
Farsleben là một đô thị thuộc huyện Börde, bang Saxony-Anhalt, Đức.
Bản mẫu:Cities and towns in Börde (district)